# Hermann Kunst-Stiftung zur Förderung der neutestamentlichen Textforschung
Die Hermann Kunst-Stiftung zur Förderung der neutestamentlichen Textforschung unterstützt und fördert die Arbeit des von Kurt Aland im Jahre 1959 gegründeten Instituts für Neutestamentliche Textforschung.
Sie ist eine Stiftung privaten Rechts und hat ihren Sitz in Münster.
Die Stiftungsorgane sind Vorstand, Kuratorium und wissenschaftlicher Beirat.

## Entstehung und Aufgaben
Die Stiftung zur Förderung der neutestamentlichen Textforschung wurde 1964 begründet und 1977 nach ihrem Gründer Bischof Hermann Kunst (1907–1999) in Hermann Kunst-Stiftung zur Förderung der neutestamentlichen Textforschung umbenannt. Bei ihrer Begründung standen ihm Männer wie Bundespräsident Theodor Heuss und Bischof Otto Dibelius zur Seite. Durch der Unterstützung der Stiftung wurde und wird die Arbeit am Neuen Testament und dessen Rekonstruktion gesichert. Früchte dieser Förderung sind unter anderem das Novum Testamentum Graece („Nestle-Aland“) als auch die noch im Entstehen befindliche Editio Critica Maior.

## Vorsitzende des Kuratoriums
Erster Vorsitzender des Kuratoriums war der zweite Bundeskanzler der Bundesrepublik Deutschland,
- Ludwig Erhard (1964–1977),

es folgten die Bundespräsidenten:
- Walter Scheel (1978–1995),
- Roman Herzog (1996–2006),
- Horst Köhler (2007–2019)
- Frank-Walter Steinmeier (seit 2020)[2]

## Mitglieder
Seit Stiftungsgründung sind sowohl Vorstand als auch das Kuratorium und der wissenschaftliche Beirat der Hermann-Kunst-Stiftung durch herausragende Persönlichkeiten aus Wissenschaft, Politik und Wirtschaft besetzt. Führende ausländische Textforscher gehören dem wissenschaftlichen Beirat an.

### Vorstand
- Thorsten Latzel (Vorsitzender)
- Camill Freiherr von Dungern (stellv. Vorsitzender)
- Thomas Sternberg
- Thomas Kaufmann
- Volker Jung[3]

Ehemalige Mitglieder des Vorstandes
- Christoph Kähler
- Wolfgang Frühwald
- Christian Krause
- Hans Joachim Meyer
- Nikolaus Schneider

### Mitglieder des Kuratoriums
- Annette Kurschus (stellv. Vorsitzende), Präses der Evangelischen Kirche von Westfalen
- Andreas Barner
- Michael Beintker
- Doris Damke, Oberkirchenrätin
- Felix Genn, Bischof
- Katrin Göring-Eckardt, Vorsitzende der Bundestagsfraktion von Bündnis 90/Die Grünen
- Hermann Gröhe, Bundesminister für Gesundheit
- Dietrich Hoppenstedt, Präsident a. D. des Dt. Sparkassen- und Giroverbandes
- Christoph Markschies
- Eckhard Nagel
- Andrea Nahles, ehem. Mitglied des Deutschen Bundestages
- Rainer Neske, Vorstandsvorsitzender der Landesbank Baden-Württemberg
- Christoph Rösel, Generalsekretär der Deutschen Bibelgesellschaft
- Stefan Ruppert, Mitglied des Deutschen Bundestages
- Annette Schavan, Botschafterin der Bundesrepublik Deutschland beim Heiligen Stuhl
- Martin Schøyen
- Friedrich Vogelbusch

Ehemalige Mitglieder des Kuratoriums
- Günther Beckstein, Ministerpräsident a. D.
- Alfred Buß, Präses der Evangelischen Kirche von Westfalen a. D.
- Jan-A. Bühner
- Klaus Engel, Vorstandsvorsitzender der Evonik Industries AG
- Erhard Eppler, Bundesminister a. D.
- Liselotte Funcke †, ehem. Vizepräsidentin des Deutschen Bundestages und Ministerin für Wirtschaft
- Rolf Gerlach, ehem. Präsident des Sparkassenverbandes Westfalen-Lippe (SVWL)
- Hans Christian Knuth
- Hans-Martin Linnemann, Präses der Evangelischen Kirche von Westfalen a. D.
- Rainer Meusel, Mitglied der Synode der Evangelischen Kirche in Deutschland
- Gerhard Neipp
- Bernhard Schlink
- Irmgard Schwaetzer, Bundesministerin a. D.
- Rolf Wernstedt, ehem. niedersächsischer Kultusminister und Präsident des Niedersächsischen Landtages

### Wissenschaftlicher Beirat
- Barbara Aland (Vorsitzende), Münster
- Hans-Gebhard Bethge, Berlin
- Hans Dieter Betz, Chicago/Ill.
- Wilhelm Blümer, Mainz
- Henk Jan de Jonge, Leiden
- Joël Delobel, Leuven
- Ulrich Fick, Stuttgart
- Joachim Gnilka, München
- Christian Hannick, Würzburg
- Johannes Karavidopoulos, Thessaloniki
- Dietrich-Alex Koch, Münster
- Ludwig Koenen, Ann Arbor/Michigan
- Frans Neirynck, Leuven
- Carroll Osburn, Abilene/Texas
- Pierre Prigent, Straßburg
- Rudolf Sellheim, Frankfurt/Main
- Jan de Waard, St. Martin de la Brasque/Frankreich

Ehemalige Mitglieder des Wissenschaftlichen Beirates
- Kurt Aland (Vorsitzender), Münster († 13. April 1994)
- Tjitze Baarda, Amsterdam († 22. August 2017)
- Ferdinand Hahn, München († 28. Juli 2015)
- Eduard Lohse, Göttingen († 23. Juni 2015)
- Carlo Maria Martini SJ, Mailand († 21. August 2012)
- Eugene Nida, New York/N.Y. († 25. August 2011)